# Carlton Elmer Purdy
Carlton Elmer Purdy (él mismo se hacía llamar „Carl Purdy") (* 16 de marzo de 1861, Dansville, Condado de Ingham, Míchigan - † 8 de agosto de 1945, Ukiah, California) fue un botánico, criador, explorador recolector estadounidense. 

## Vida y obra
Purdy estudió la carrera docente, y trabajó brevemente en la profesión. Después de mudarse con sus padres a California, fundó en 1879 en Ukiah, un vivero y jardín botánico, que se fue constituyendo como muy dstacado entre el público y los idóneos. Sus intereses científicos los volcó sobre el orden Liliales y la familia Iridaceae del oeste de EE. UU., y los géneros Sempervivum y Sedum. Hacia el fin de su historia, investigó los criptófitos, y escribió importantes contribuciones científicas, incluso con Liberty H. Bailey „Cyclopedia of American Horticulture“. Y trabajó activamente con el botánico Luther Burbank cultivando una estrecha amistad.

## Honores
La botánica estadounidense Alice Eastwood (1859-1953) honra a Carl Purdy con las especies Brodiaea purdyi, Fritillaria purdyi, Iris purdyi.
- La abreviatura «Purdy» se emplea para indicar a Carlton Elmer Purdy como autoridad en la descripción y clasificación científica de los vegetales.[2]